# Памятник пожарным, погибшим при исполнении служебного долга
Памятник пожарным, погибшим при исполнении служебного долга установлен в городе Уфе в Кировском районе на улице Цюрупы возле пожарной части №1.

## История
Памятник пожарным был открыт 29 апреля 2003 г. в канун Дня пожарной охраны. Мемориал посвящён памяти 47 пожарных, за последние 50 лет погибших при тушении пожаров. Памятник представляет собой гранитную стелу, в центре которой установлен медный пожарный колокол и поднимающиеся к нему языки пламени. На камне высечены имена всех 47 погибших пожарных, в том числе 23 фамилии пожарных погибших во время крупного пожара в резервуарном парке Уфимского нефтеперерабатывающего завода 2 февраля 1953 года.
Рядом на гранитных плитах на русском и башкирском языках запечатлены слова
ВЕЧНАЯ ПАМЯТЬ ПОГИБШИМ ПОЖАРНЫМ ПРИ ИСПОЛНЕНИИ СЛУЖЕБНОГО ДОЛГА
ХЕҘМӘТ БУРЫСТАРЫН БАШҠАРҒАН ВАҠЫТТА ҺӘЛӘК БУЛЫУСЫ ЯНҒЫН ҺҮНДЕРЕҮСЕЛӘРГӘ ХӘТЕР МӘҢГЕЛЕК

Автором мемориала выступил Ханиф Хабибрахманов, к работам которого принадлежат также памятник Салавату Юлаеву около Курултая Республики Башкортостан и памятник Загиру Исмагилову.
В торжественной церемонии открытия мемориала принял участие президент Республики Башкортостан М. Г. Рахимов. К подножию памятника были возложены корзины с цветами президентом Башкортостана, другими официальными лицами, родственниками и сослуживцами погибших героев.